# Oława (district)
Oława (powiat oławski) is een Pools district (powiat) in de woiwodschap Neder-Silezië. Het district heeft een oppervlakte van 523,73 km² en telt 75.953 inwoners (2014).

## Gemeenten
Het district Oława bestaat uit vier gemeenten, waarvan één stadsgemeente, één stads- en plattelandgemeente en twee landgemeenten.

Stadsgemeente:
- Oława (Ohlau)

Stads- en landgemeente:
- Jelcz-Laskowice (Jeltsch-Laskowitz)

Landgemeente:
- Oława-Land
- Domaniów (Thomaskirch)

Stadsdistricten:
Wrocław · Jelenia Góra · Legnica · Wałbrzych

Districten:
Bolesławiec · Dzierżoniów · Głogów · Góra · Jawor · Kamienna Góra · Karkonosze · Kłodzko · Legnica · Lubań · Lubin · Lwówek Śląski · Milicz · Oleśnica · Oława · Polkowice · Środa Śląska · Strzelin · Świdnica · Trzebnica · Wałbrzych · Wołów · Wrocław · Ząbkowice Śląskie · Zgorzelec · Złotoryja

Grootste steden:
Bielawa · Bolesławiec · Dzierżoniów · Głogów · Jelenia Góra · Legnica · Lubin · Oleśnica · Świdnica · Wałbrzych · Wrocław · Zgorzelec